# Lipová, Přerov
Lipová là một làng thuộc huyện Přerov, vùng Olomoucký, Cộng hòa Séc.